# بارانجي جينبرا سان ميغيل
بارانجي جينبرا سان ميغيل هو فريق كرة سلة للمحترفين في الفلبين تأسس في سنة 1979 ويدربه تيم كون. ينافس في الرابطة الفلبينية لكرة السلة.

## أبرز اللاعبين
من أبرز اللاعبين الذين لعبوا معه:
- أوفي ستوري
- كريس كينغ
- كورتيس ستينسون
- هنري جيمس
- هنري جيمس
- جاكسون فرومان
- جوش باول
- كيفن غامبل
- بول هاريس
- فيرنون ماكلين

## أبرز المدربين
من أبرز المدربين الذين دربوه:
- ألان كايديك
- روبرت جاورسكي
- تيم كون